# Richard Dufour
Richard Dufour (1888-1959) fue un escultor francés.

## Datos biográficos
Nacido en Rouen en 1888.
En 1922 fue inaugurado en su ciudad natal su Monumento a los muertos del departamento de Sena Marítimo (del francés: Seine-Inférieure).
En 1934 instaló en Eu un monumento en memoria del senador Dufor.
En la década de 1940 , restauró la cabeza de uno de los leones del Monumento a los extranjeros de la Gran Guerra situado en la plaza del Boulingrin de Rouen (49°26′46″N 1°6′26″E / 49.44611, 1.10722)
. El monumento, diseñado por el escultor Maxime Real del Sarte (1889-1954), había sido dañado durante los bombardeos del 17 de agosto de 1942. Fue reinaugurado en 1949.
En Barentin (la ciudad de las 100 esculturas) y en Le Houlme , sendas calles llevan el nombre del artista.
Richard Duford falleció en 1959 a los 71 años.

## Obras

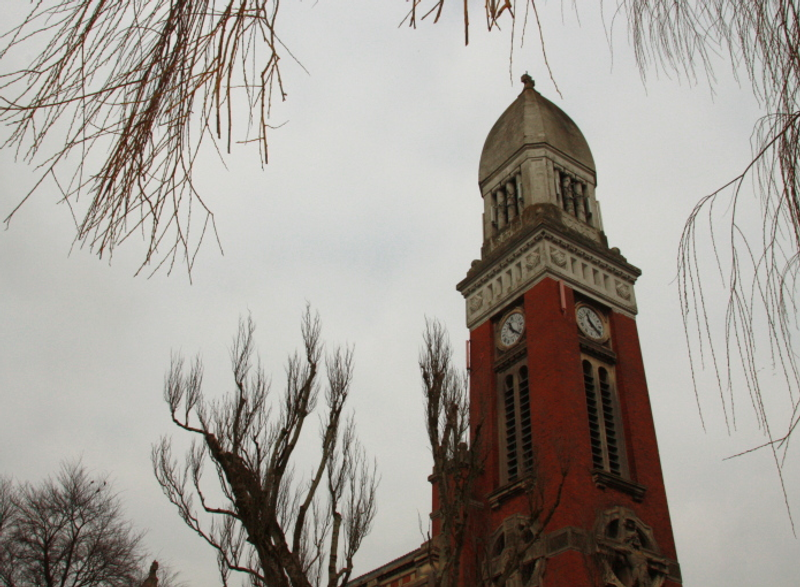
Campanario de la Iglesia de Steenwerck, a la que se encuentra adosado el Monumento a los muertos tallado por Dufor

Entre las mejores y más conocidas obras de Richard Dufor se incluyen las siguientes:
- Monumento instalado en Eu a la memoria del Señor senador Bignon[2]
- Monumento a los muertos del Houlme 49°30′26″N 1°2′23″E / 49.50722, 1.03972. Representa a un grupo soldados que sobresalen de un gran bloque de piedra tallada. Con la leyenda

A NOS HEROS 1914-1918  
(A nuestros héroes 1914-1918 )

(en francés)
- Monumento a los muertos del departamento de la Seine-Inférieure, Rouen (1922)
- Monumento A Gargantua, Rouen
- Monumento a los muertos frente a la fachada principal de la iglesia de Steenwerck[3] De un gran bloque de piedra sobresale un soldado oprimido por los cuerpos de sus compañeros muertos. 50°42′1″N 2°46′41″E / 50.70028, 2.77806